# 산드라 산체스

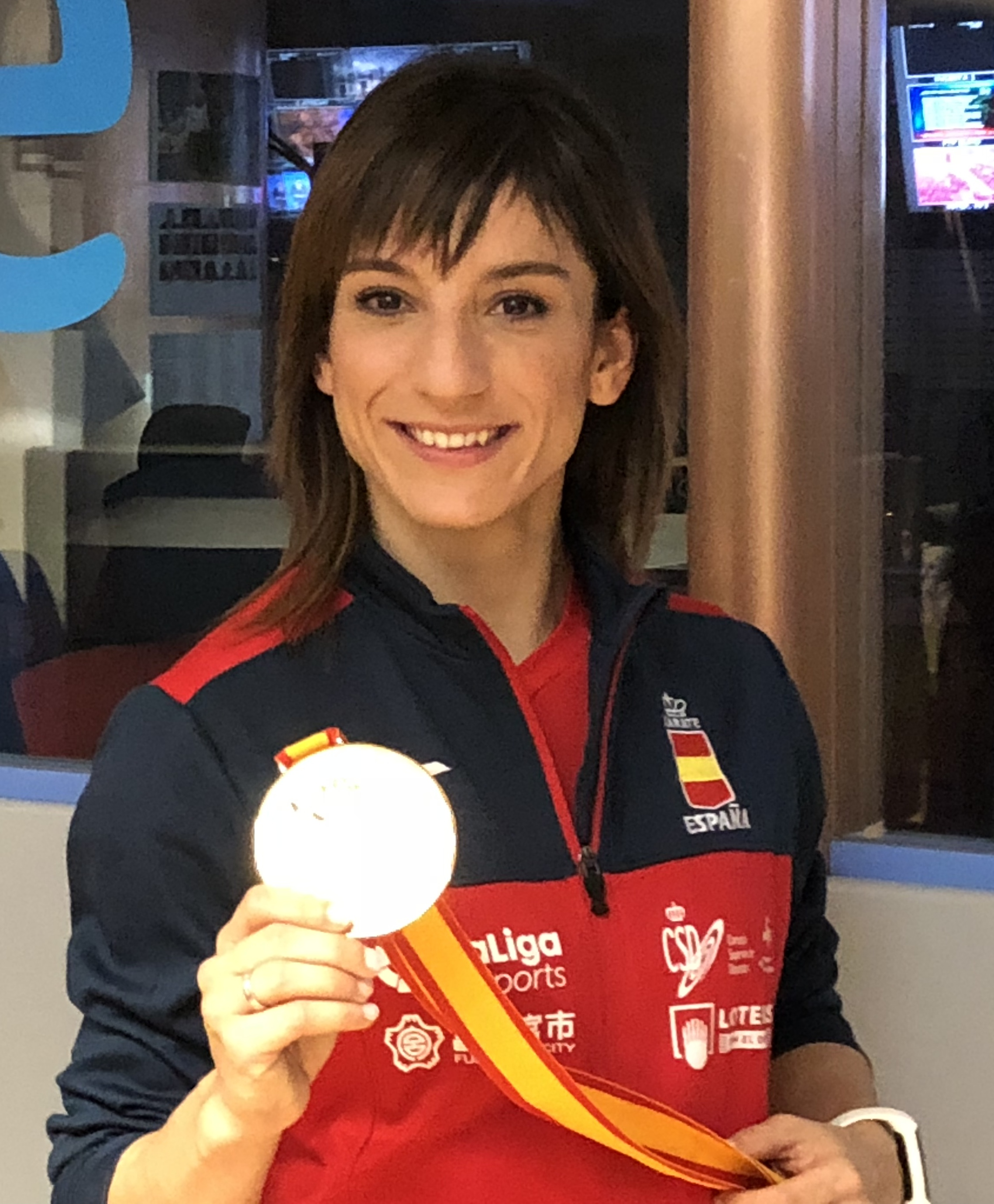
2018년 산체스의 모습

산드라 산체스(Sandra Sánchez, 본명: Sandra Sánchez Jaime, 1981년 9월 16일 출생)는 은퇴한 스페인 공수도 선수이다. 그녀는 2020년 일본 도쿄 하계 올림픽 여자 카타 종목에서 금메달을 획득했다. 그녀는 세계 가라테 선수권 대회(2018년과 2021년) 여자 개인 카타 종목에서 두 번이나 금메달을 딴 선수이다. 그녀는 또한 유럽 가라테 선수권 대회에서 7개 대회(2015~2022) 연속 금메달을 획득했다. 그녀는 또한 Karate1 프리미어 리그에서 가장 많은 메달을 획득한 것으로 기네스 세계 기록에 등재되었다. 그녀는 2014년 1월부터 2020년 2월까지 35개 연속 메달을 획득했다.